# Chandrasekharania
Chandrasekharania és un gènere de plantes de la família de les poàcies, ordre de les poals, subclasse de les commelínides, classe de les liliòpsides, divisió dels magnoliofitins.

## Taxonomia
El gènere està format per una sola espècie:
- Chandrasekharania keralensis V. J. Nair, Ramachandran, Sreekumar